# 格里瑙
格里瑙是德国石勒苏益格－荷尔斯泰因州的一个市镇。总面积2.74平方公里，总人口315人，其中男性161人，女性154人（2011年12月31日），人口密度115人/平方公里。